# چری جونز
چری جونز(به انگلیسی: Cherry Jones)(زاده ۲۱ نوامبر ۱۹۵۶) بازیگر، آمریکایی است.
از فیلم‌های معروف او می‌توان به فیلم کاملاً طوفانی، پسر پاک شد، اسرار غیبی انجمن خواهرانه یایا، گهواره خواهد جنبید، جولیان پو و چیمریکا اشاره کرد.

## زندگی شخصی
جونز در ایالت تنسی زاده شد. مادرش معلم دبیرستان و پدرش صاحب یک گل‌فروشی بود. او در سال ۱۹۷۸ از دانشگاه درام کارنگی دلوم فارغ‌التحصیل شد.

## زندگی حرفه‌ای
شاید مشهورترین و بهترین کار او، بازی در نقش الیسون تیلور در سریال ۲۴ باشد. او در سال ۲۰۰۹ به خاطر این نقش جایزه امی دریافت کرد. از فیلم‌های معروف او می‌توان به بازی در نجواگر اسب اشاره کرد. او همچنین در سریال سرگذشت ندیمه در نقش مادر آف فرد حضور دارد.